# Simianes Immundefizienz-Virus
Das Simiane Immundefizienz-Virus (SIV, engl. Simian immunodeficiency virus, simian = Affen,  affenartig) ist ein Retrovirus und gilt als Ursprungsvirus für das menschliche Immunschwächevirus HIV. SIV beschreibt eine ganze Gruppe verschiedener Viren, die aus dem Blut oder Organmaterialien verschiedener Affenarten isoliert wurden. Entstanden ist es vermutlich vor der letzten Eiszeit vor 32.000 bis 75.000 Jahren. In den 1980er Jahren wurden diese Viren als Simianes T-lymphotropes Virus 3 (STLV-III) bezeichnet.

## Merkmale
Das SIV ist ein behülltes Einzel(+)-Strang-RNA-Virus, (ss(+)RNA), dessen Erbinformation als RNA vorliegt, aber als DNA in das Genom der Wirtszelle eingebaut wird. Genetisch ist es nahe verwandt mit HIV.

### Subklassen des SIV
Vom SIV gibt es drei Subklassen:
- SIVcpz (von chimpanzee, dem Schimpansen Pan troglodytes).[3] Dieses Virus findet sich hauptsächlich bei Schimpansen in Gefangenschaft. SIVcpz ist eng mit dem HIV-1 Virus verwandt, von ihm leiten sich HIV-1 M/N/O ab. Durch Untersuchungen an Gorillas in Kamerun sind im Kot SIV infizierter Tiere Antikörper nachgewiesen worden, wie sie auch Menschen bilden, die sich mit HIV-1 der Gruppe O infiziert haben.[4]

- SIVsm oder SIVsmm (von sooty mangabey monkey, der Rußmangabe Cercocebus atys, einer Mangabenart). Auch dieses Virus ist bei Tieren in Gefangenschaft und in der Wildnis zu finden.

- SIVmac (von Rhesusmakaken). SIVmac ist eng mit dem 1986 entdeckten HIV-2 verwandt. HIV-2 ist schwächer verbreitet und weniger virulent als HIV-1.[5]

Diese Subklassen werden jeweils noch weiter unterteilt.

## Vorkommen
1985 etablierte Norman L. Letvin das erste nicht-menschliche Primaten-Modell zur Erforschung von HIV, nachdem es ihm gelungen war, das Simiane Immundefizienz-Virus zu isolieren und nachzuweisen, dass es bei indischen Rhesusaffen AIDS-ähnliche Schädigungen des Immunsystems und Todesfälle verursacht. In den folgenden Jahren wurde SIV bei verschiedenen afrikanischen Affenarten in der freien Natur, wie z. B. Grünen Meerkatzen und Mangaben, später auch bei Schimpansen und Gorillas gefunden. Die Isolate von Schimpansen weisen unter allen SIV den höchsten Verwandtschaftsgrad mit HIV auf.
Die ersten SIV-Isolate wurden bei Rhesusaffen gefunden, die in Gefangenschaft in Zoos oder Primatenzentren gehalten wurden und an AIDS-ähnlichen Krankheiten verstorben waren. Rhesus- und verwandte Affenarten sind in Asien heimisch und ihre Populationen sind nicht mit SIV durchseucht. Lediglich dann, wenn sie in unnatürlicher Nähe mit afrikanischen Affen zum Beispiel in gemeinsamen oder benachbarten Gehegen gehalten werden, kann SIV durch Beißen von den Infizierten auf diese übertragen werden. Lange Zeit wurde angenommen, dass keiner der afrikanischen Affen mit „seinem Virus“ krank wird, die asiatischen aber sehr wohl. Durch Untersuchungen im Gombe-Nationalpark in Tansania konnte jedoch nachgewiesen werden, dass SIVcpz auch Schimpansen erkranken lässt. In zehn Studienjahren wurde durch hochempfindliche SIV-Testung von Kot und Urin bei 17 von 94 bekannten Tieren eine SIV-Infektion und ein 10 bis 16 mal höheres Sterberisiko gegenüber den nicht infizierten Tieren festgestellt. Außerdem konnte bei Gewebeproben von drei toten, SIV-positiven Schimpansen herausgefunden werden, dass wie bei an Aids erkrankten Menschen in der Spätphase die Zahl der CD4-T-Zellen extrem niedrig war.
Hinsichtlich der Übertragung der Immundefizienzviren auf den Menschen nimmt man an, dass ein Schimpansen-SIV vor Jahrzehnten in die menschliche Population getragen wurde – mit den bekannten Folgen. Nach der gängigen These bezüglich der Übertragung des Virus auf den Menschen geht man davon aus, dass Jäger, die Affen gejagt und verspeist haben, mit dem Virus erstmals infiziert wurden.
Eine andere Theorie geht davon aus, dass im Jahre 1959 bei der Herstellung und Erprobung der ersten Poliomyelitis-Impfstoffe, die damals im Kongo-Gebiet getestet wurden, mit dem Virus verunreinigte Zellkulturen von Affen Verwendung fanden.
Allerdings zeigte eine Analyse der Mutationen, dass mit 95-prozentiger Wahrscheinlichkeit der Ursprung des Stammes HIV-1 vor dem Jahr 1930 zu datieren ist. Im Februar 2000 wurde eine Probe der verteilten Schluckimpfungen gefunden und untersucht. Dabei zeigten sich weder Spuren von HIV noch von SIV.